# ایوامیزاوا، هوکایدو
ایوامیزاوا در استان هوکایدو در کشور ژاپن واقع شده‌است که دارای جمعیت ۹۲٬۳۶۴ نفر و مساحت ۴۸۱٫۱۰ کیلومتر مربع با تراکم جمعیت ۱۹۲ نفر در کیلومترمربع است و در تاریخ ۱ آوریل ۱۹۴۳ به عنوان شهر شناخته شد.